# Konrad Kyeser
Konrad Kyeser (Eichstätt, 1366 – dopo il 1405) è stato un ingegnere militare tedesco, autore di un trattato, il Bellifortis (circa 1405), sulle macchine d'assedio.
L'opera fu molto diffusa nel XV secolo. Originariamente realizzata per il re Venceslao alla fine fu dedicata al re Roberto di Germania.
Kyeser studiò come medico e visse alla corte di Padova prima di unirsi alla crociata contro i turchi che finì disastrosamente nel 1396 con la battaglia di Nicopoli. Dopo quest'episodio si ritirò (1401-1402) sulle montagne della Boemia sotto il regno di Sigismondo. Cominciò allora a scrivere il suo libro di cose militari. 
L'opera rappresenta il miglior trattato di ingegneria militare illustrato del tardo Medioevo. Esistono almeno 12 manoscritti che copiano, riassumono o ampliano quest'opera, per esempio il libro Thott Fechtbuch di Hans Talhoffer del 1459.
Il Bellifortis è diviso in 10 capitoli che trattano più o meno gli stessi temi delle enciclopedie bizantine coeve e che si ritrovano pure nella corrispondenza di Leonardo da Vinci a Ludovico Sforza:
1. carri;
2. macchine d'assedio;
3. macchine idrauliche;
4. elevatori;
5. armi da fuoco;
6. armi di difesa;
7. segreti meravigliosi;
8. fuochi d'artificio da guerra;
9. fuochi d'artificio ludici;
10. attrezzi di lavoro.

L'opera non si presenta come un trattato organico quanto piuttosto come un'antologia, una raccolta di macchine, sul tipo di quelli che nel XVI secolo saranno chiamati Theatri machinarum.
Le illustrazioni potrebbero essere opera di un artista boemo, pittore di messali.
Il Bellifortis è in bilico tra la tradizione ingegneristica medievale (numerosi esempi di antropomorfismo delle macchine, apparecchi muniti di bocche o a forma di drago) e quella rinascimentale (trasformazione dell'artiglieria, armi portatili, meccanismi più sofisticati ecc.).
La muta per le immersioni illustrata nel libro ha dei precedenti che risalgono al XII secolo e a Ruggero Bacone. È pure illustrata per la prima volta una cintura di castità fiorentina.
Per Kyeser anche la magia fa parte delle arti meccaniche e il suo libro ne contiene svariate applicazioni per la guerra.
Il manoscritto originale è conservato alla Biblioteca Universitaria di Gottinga (Cod. Ms. philos. 63).

## Curiosità
Kyeser compare nel videogioco Kingdom Come: Deliverance. 

## Edizioni
- Götz Quarg (ed.), facsimile del MS Philos. 63 di Gottinga, VDI-Verlag, Düsseldorf (1967)
- Udo Friedrich (introduzione), Fidel Rädle (trad.), Bellifortis, Codices figurati - libri picturati, Lengenfelder, Munich (1995), ISBN 3-89219-303-7. (facsimile dei Codd. Ms. philos. 64 e 64a CLM.)
- edizione elettronica (CD ROM), facsimile del Cod. Pal. lat. 1994, Palatina manuscripts of the XII - XV centuries, Belser, Wildberg (2001)